# Camille Côté
Camille Côté, né le 12 janvier 1905 à Montréal et mort dans cette même ville le 8 décembre 1967, est un homme politique québécois. Il est député de Montréal–Sainte-Marie pour l'Union nationale de 1944 à 1948.

## Biographie
Camille Côté est né dans la paroisse du Sacré-Cœur de Montréal. Après avoir fait ses études à l'École Sainte-Brigitte et à l'École des hautes études commerciales à Montréal, il travaille à la Banque d'Hochelaga de 1920 à 1923. Cheminot, il est successivement conducteur et mécanicien pour le Canadien Pacifique à partir de 1923. Il travaille également comme inspecteur pour la compagnie J. R. Watkins et est gérant général de la compagnie Pauls.
En politique, il est conseiller municipal du district no 10 à Montréal, de 1940 à 1947 avant de se présenter comme candidat pour l'Union nationale dans Montréal–Sainte-Marie, en 1944.
Camille Côté est mort à Montréal le 8 décembre 1967, à l'âge de 61 ans.